# Mlynárce
Mlynárce jsou městskou částí Nitry. Jejich rozloha je 3,8 km² a žije zde 562 obyvatel (2020). Do roku 1949 se Mlynárce nazývaly Molnoš a tvořily samostatnou obec.
Místní osídlení sahá přinejmenším do mladší doby kamenné. Středověká obec vznikla v 10. století na pohřebišti staromaďarských jezdců. Nejstarší písemný doklad o obci pochází z roku 1409, kdy se uvádí pod jménem Molnosfalu. Mlynárce původně podléhaly Nitranskému hradu. V roce 1447 se část obce díky Janu Hunyadymu dostala do majetků Nitranské kapituly, která postupně získala téměř celou obec. Po bitvě u Moháče se obec dostala do válečné oblasti a byla pravidelně pustošena Osmany. V srpnu 1883 obec téměř celá vyhořela. Koncem 19. století obci ekonomicky dopomohl vznik cihelny M. Vagyona. V Mlynárcích se nachází hřbitov epidemické nemocnice z období první světové války a poměrně nový Kostel svatých Cyrila a Metoděje z let 1944 až 1947.